# (11072) Hiraoka
(11072) Hiraoka es un asteroide perteneciente al cinturón de asteroides, región del sistema solar que se encuentra entre las órbitas de Marte y Júpiter.
Fue descubierto el 3 de abril de 1992 por Kin Endate y Kazuro Watanabe desde el observatorio de Kitami.

## Designación y nombre
Designado provisionalmente como 1992 GP, fue nombrado en honor a Hiroyuki Hiraoka (n. 1957) quien es un maestro de escuela primaria y astrónomo aficionado, activo en la Sociedad Astronómica de Hiroshima.

## Características orbitales
Hiraoka está situado a una distancia media del Sol de 2,388 ua, pudiendo alejarse hasta 2,661 ua y acercarse hasta 2,114 ua. Su excentricidad es 0,115 y la inclinación orbital 12,060 grados. Emplea 1347,50 días en completar una órbita alrededor del Sol.

## Características físicas
La magnitud absoluta de Hiraoka es 13,60. Tiene 8,747 km de diámetro y su albedo se estima en 0,093.